# Viña Matetic
Viña Matetic, es una viña y bodega chilena, fundada en el Valle del Rosario, Región de Valparaíso, en 1999, por los descendientes en cuarta generación de Jorge Matetić Celtinja, inmigrante croata que arribó a Punta Arenas en 1892. Se le considera pionera en el país en la adopción de cepas de Syrah en condiciones climáticas frías, y actualmente resalta por su agricultura ecológica, a través del concepto de agricultura biodinámica. Para 2018 tenía 152 hectáreas de vid cultivadas, y ventas anuales por 44 mil cajones de vinos (396 mil litros de vino por año). Además de lo anterior, y partícipe del enoturismo, en sus instalaciones la compañía posee un restaurante y un hotel boutique, que recibieron en 2017 a un total de 21.000 visitantes.

## Premios y reconocimientos
- Nacionales:
  - Mejor restaurante de viña, a su restaurante Equilibrio, en 2017, según el Club de Amantes del Vino de Chile.[2]

- Internacionales:
  - Entre las 100 mejores bodegas del año, en 2008, 2011, 2012 y 2014, según la revista Wine & Spirits.[4][5][6]